# Ausbauplan
Als Ausbauplan wird in Deutschland ein von den Bundesländern verwendetes Instrument der Verkehrsplanung bezeichnet, das Ausbauabsichten von Landes- und Staatsstraßen in einem bestimmten Planungsraum darstellt. Ein vergleichbares Instrument auf Bundesebene ist der Bedarfsplan als Bestandteil des Bundesverkehrswegeplans. Im Bereich von Landkreisen und  Kommunen werden Verkehrsentwicklungspläne erstellt.
Der Ausbauplan dient als Vorgabe für die Straßenbauverwaltung, welche Projekte vorzubereiten und umzusetzen sind. Um die Reihenfolge der Projekte festzulegen, wird Projektbewertung mit Dringlichkeitszuordnungen durchgeführt und im Plan dargestellt. 